# Meterana rhodopleura
Meterana rhodopleura är en fjärilsart som beskrevs av Edward Meyrick 1886. Meterana rhodopleura ingår i släktet Meterana och familjen nattflyn. Inga underarter finns listade i Catalogue of Life.